# 산대초등학교
산대초등학교는 대한민국 경상북도 경주시에 있는 공립 초등학교이다.

## 학교 연혁
- 1995년 9월 1일: 개교 (안강초, 안강북부초, 안강제일초등학교 학급 축소)

## 참고 자료
- 산대초등학교 - 한국교육학술정보원 학교알리미